# صلح (فیلم)
صلح (به لهستانی: Spokój) فیلمی‌ست تلویزیونی ساخته کریشتوف کیشلوفسکی محصول  ۱۹۷۶ لهستان.